# Jaune iris
Pour plus de détails, voir Fiche technique et Distribution.
Jaune iris est un téléfilm  policier français  réalisé par Didier Bivel diffusé pour la première fois le 23 octobre 2015 sur France 2.
C'est l'adaptation du roman policier Jaune caravage de Gilda Piersanti.
Dans la collection de polars Les Saisons meurtrières, ce téléfilm fait suite à Hiver rouge (2011) et Bleu catacombes (2014), et précède Noir enigma (2017).

## Fiche technique[2]
- Scénario : Gianguido Spinelli et Gilda Piersanti (d'après le roman de Gilda Piersanti)
- Production : Sophie Deloche
- Musique : Nicolas Errèra
- Son : Corinne Rozenberg
- 1er assistant du réalisateur : Thierry Lecomte
- 2e assistant du réalisateur : Ludovic Ory
- 3e assistant du réalisateur : Julie Pintos
- Assistante casting : Sandie Perez
- Diffusion :
  -  France : 23 octobre 2015 sur France 2

## Distribution[2]
- Patrick Chesnais : le commissaire Rousseau
- Camille Panonacle : Mariella De Luca
- Natacha Régnier : Katia Ismaïlova
- Catherine Marchal : la commissaire Tristani
- Pierre Kiwitt : Boris
- Bruno López : Borel
- Eric Laugerias : le créateur de mode
- Fabrice Lelyon : Lecanu
- Michel Bompoil :  le procureur
- Maryne Bertieaux : Léonore
- Pauline Brisy : Anna Ismaïlova
- Christiane Millet : Delphine Fauvet
- Fabienne Mésenge : Mme Beauregard
- Patrick Médioni : le gérant Amnésium